# (9380) Mâcon
9380 Macon (1993 QZ5) – planetoida z pasa głównego asteroid okrążająca Słońce w ciągu 4,87 lat w średniej odległości 2,87 j.a. Odkryta 17 sierpnia 1993 r.